# Vingt Jours sans guerre
Pour plus de détails, voir Fiche technique et Distribution.
Vingt Jours sans guerre (Двадцать дней без войны, Dvadtsat dney bez voyny) est un film soviétique réalisé par Alexeï Guerman, sorti en 1977.

## Synopsis
Le journaliste de guerre soviétique Lopatine prend le congé et va à Tachkent où il rencontre les gens blessés par la guerre et trouve son amour.

## Fiche technique
- Titre français : Vingt Jours sans guerre
- Titre original : Двадцать дней без войны, Dvadtsat dney bez voyny
- Réalisation : Alexeï Guerman
- Scénario : Constantin Simonov d'après son roman Из записок Лопатина publié en 1965.
- Photographie : Valeri Fedossov
- Pays de production :  Union soviétique
- Langue de tournage : russe
- Format : Noir et blanc - Mono - 35 mm
- Genre : Film dramatique, film de guerre
- Durée : 101 minutes
- Dates de sortie :
  - Union soviétique : 25 avril 1977
  - Grèce : 20 février 1978
  - France : 30 avril 1986

## Distribution
- Yuri Nikulin : major Vassili Lopatine
- Lioudmila Gourtchenko : Nina
- Alexeï Petrenko : Youri Stroganov, pilote
- Angelina Stepanova : Zinaïda Antonovna, directeur du théâtre
- Yekaterina Vasilyeva : Roubtsova, la femme de Roubtsov
- Nikolaï Grinko : Viatcheslav (voix : Innokenti Smoktounovski)
- Lyusyena Ovchinnikova : Ksenia, ex-femme de Lopatine
- Mikhaïl Kononov : Pacha Roubtsov, correspondant de guerre
- Liya Akhedzhakova : femme à la montre
- Rachide Sadykov : secrétaire du comité central
- Constantin Simonov : narrateur